# Julio de la Fuente del Villar
Julio Enrique Francisco de la Fuente del Villar (San Fernando, 4 de octubre de 1913-¿?)fue un militar y diplomático chileno.

## Biografía
Nació en la ciudad chilena de San Fernando el 4 de octubre de 1913, hijo de Maximiano de la Fuente y Elvira del Villar. Hizo sus estudios en el Liceo de San Felipe, la Escuela Militar del Libertador Bernardo O'Higgins, de donde egresó como alférez en 1933, y la Escuela de Aviación del Capitán Manuel Ávalos Prado, a la cual ingresó en 1934.
Fue profesor y subdirector de la Academia de Guerra Aérea. Entre 1952 y 1953 fue agregado aéreo de la embajada chilena en Brasil.
Fungió de subsecretario de Aviación en el gobierno de Jorge Alessandri, y en la dictadura de Augusto Pinochet ejerció como embajador de Chile en Panamá. Fue director de la revista de la Fuerza Aérea de Chile.
Contrajo matrimonio con Elena de los Ángeles Custodios Sandoval Araneda, con quien tuvo dos hijos.